# Богач Петро Григорович
Петро́ Григо́рович Бо́гач (30 січня 1918, Соколівка — 23 червня 1981, Київ) — український науковець-фізіолог, біофізик. Доктор біологічних наук, професор, академік АН УРСР (1978).

## Біографічні дані
Народився 30 січня 1918 року в селі Соколівці (теперЯрмолинецького району Хмельницької області). У 1937 році закінчив Ніжинський педагогічний інститут.
З 1939 року працював у Київському державному університету імені Тараса Шевченка. У 1952 році П. Г. Богач успішно захистив кандидатську дисертацію за темою «Моторна функція шлунково-кишкового тракту і вітамін В1». У тому ж році він став спочатку заступником, а невдовзі — директором Науково-дослідного інституту фізіології університету.
З 1964 по 1973 роки П. Г. Богач працював завідувачем новоствореної кафедри біофізики. У 1960 році захистив докторську дисертацію на тему «Механізми нервової регуляції моторної функції тонкого кишечника», а у 1961 році отримав звання професора. У 1973 році після смерті професора П. Д. Харченка Петро Григорович очолив кафедру фізіології людини і тварин, на якій працював до 1979 року.
У 1972 році Петра Григоровича було обрано членом-кореспондентом, а у 1978 році — академіком АН УРСР. У 1972—1976 роках обіймав посади декана біологічного факультету, проректора з навчальної роботи та першого проректора Київського державного університету імені Тараса Григоровича Шевченка, а потім академіка-секретаря Відділення фізіології, біохімії та теоретичної медицини Президії Академії Наук УРСР (1978—1980). Наприкінці свого життя в 1980—1981 роках на прохання його учнів знову повернувся до Інституту фізіології університету.

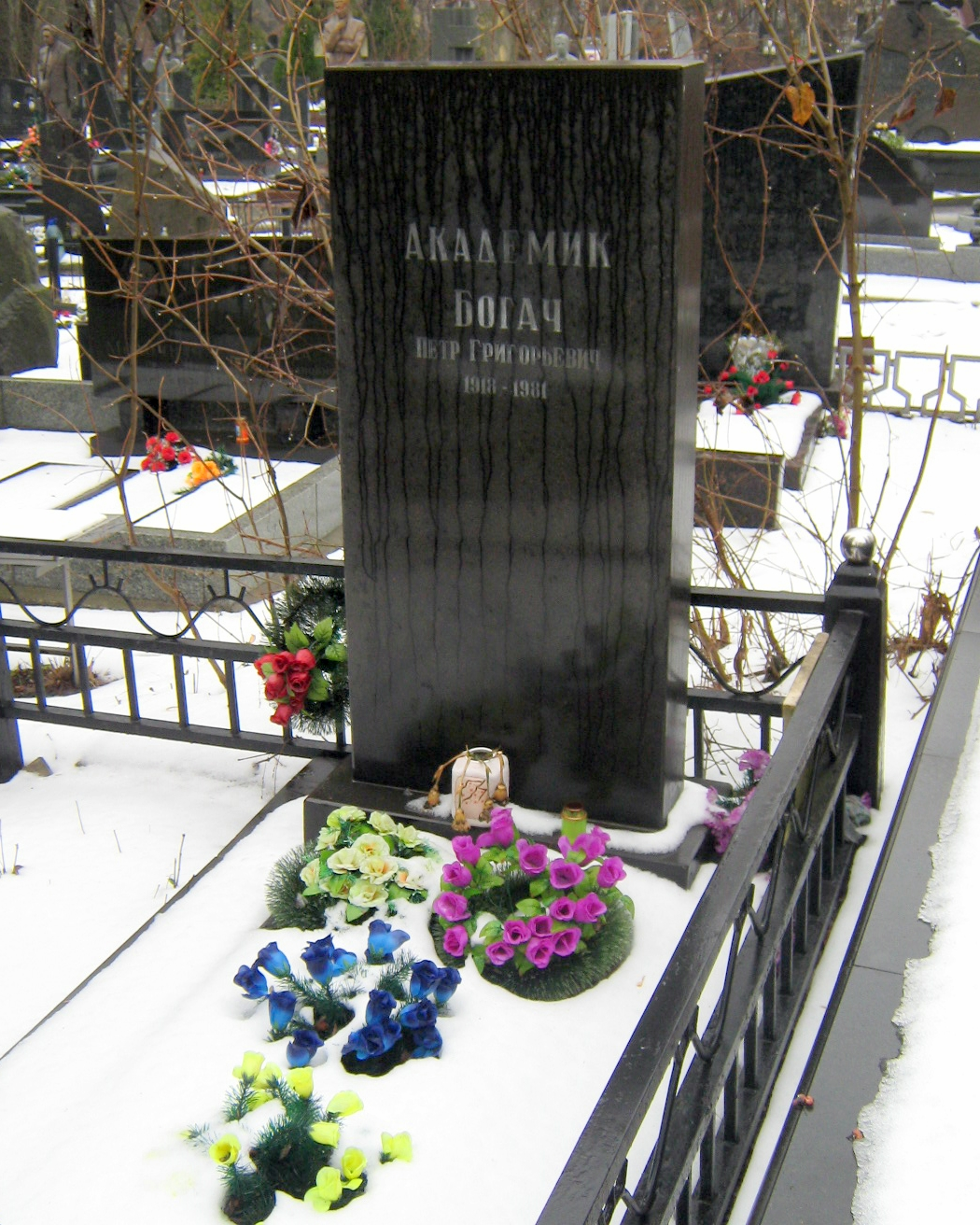
Могила Петра Богача

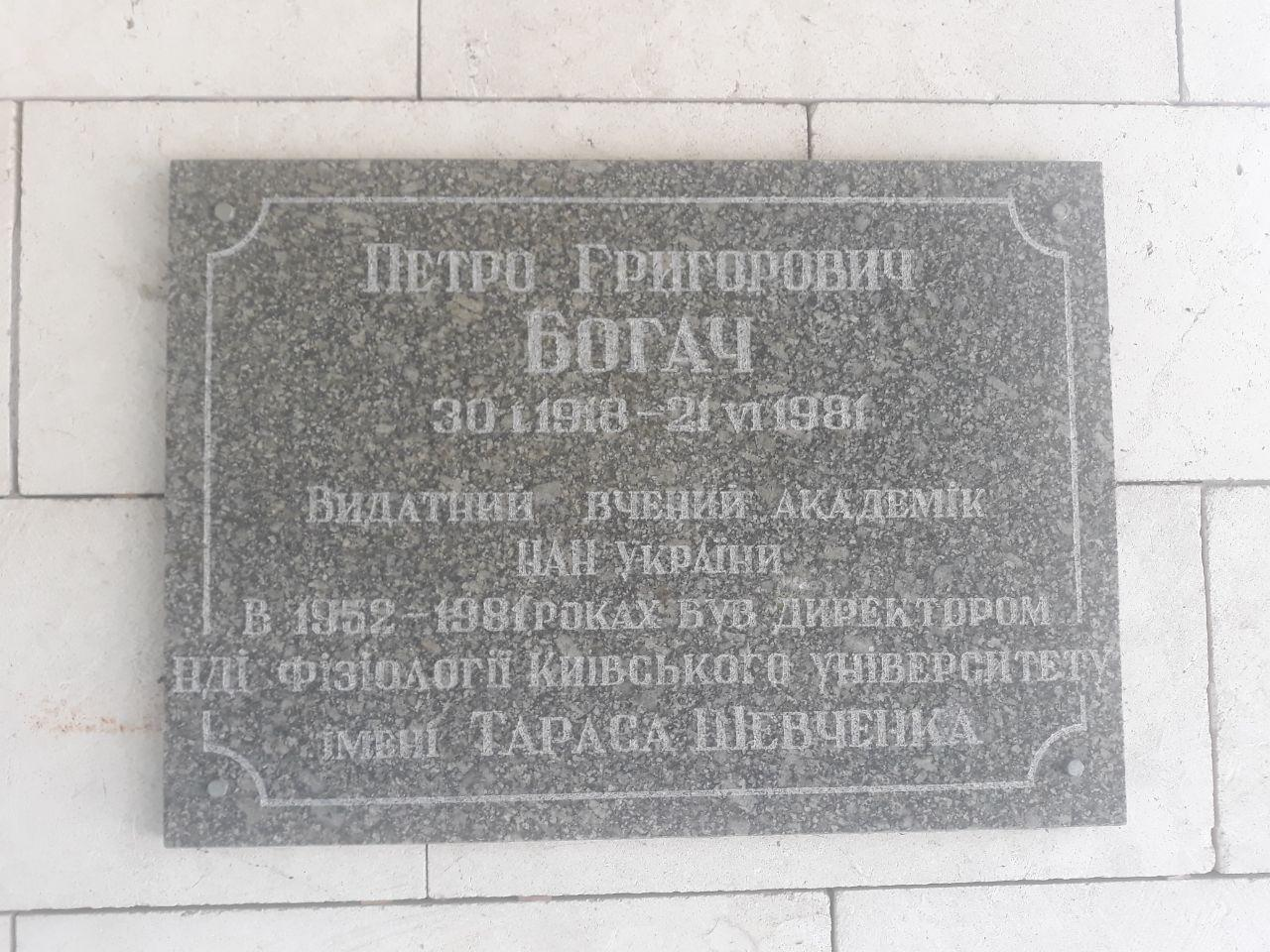
Пам'ятна дошка Петру Богачу

Помер після тяжкої тривалої хвороби на 64-му році життя 23 червня 1981 року. Похований на Байковому кладовищі у Києві (ділянка № 33, 50°25′3.90″ пн. ш. 30°30′3.50″ сх. д. / 50.4177500° пн. ш. 30.5009722° сх. д.).

## Наукові досягнення
Автор та керівник фундаментальних досліджень в області нейрогуморальних механізмів регуляції моторної діяльності травного апарату та ролі гіпоталамічної ділянки і лімбічної системи головного мозку в регуляції вегетативних функцій.
Описав цілий ряд раніше не відомих моторних рефлексів шлунково-кишкового тракту і створив теорію його періодичної діяльності. Запропонував нові варіанти датчиків рухової активності шлунково-кишкового тракту. Спростував дуже поширену у середині XX століття концепцію про передачу збудження на різні ділянки кишечника тільки по стінках травної трубки. 
Відкрив основний закон рефлекторної регуляції рухової діяльності травного апарату. Описав новий вид електричної активності гладеньких м'язів і розробив низку питань генерації біопотенціалів. Встановив розташування центру споживання води в гіпоталамусі. Вперше показав, що гіпоталамічні нервові структури регулюють виділення соку підшлункової залози і жовчі, а також всмоктування речовин слизовою оболонкою тонкого кишечнику.